# Черепанов, Иван Николаевич
Ива́н Никола́евич Черепа́нов (28 июля 1905, дер. Верхнее Якутино, Вологодская губерния — 21 января 1979, Вологодская область) — командир орудийного расчета 853-го артиллерийского полка, сержант — на момент представления к награждению орденом Славы 1-й степени.

## Биография
Родился 28 июля 1905 года в деревне Верхнее Якутино Великоустюгского района Вологодской области. Проходил службу в Красной Армии с 1927 по 1929 годы и с 1939 по 1940 годы. Участник советско-финляндской войны 1939—1940 годов. Вернувшись домой, трудился в колхозе, был бригадиром.
С началом Великой Отечественной войны в июне 1941 года был вновь призван в армию. На фронте с августа того же года. Член ВКП(б) с 1944 года. К весне 1944 года ефрейтор Черепанов был наводчиком 75-мм орудия 853-го артиллерийского полка 263-я стрелковой дивизии. В составе этого полка прошёл до Победы. Воевал на 4-м Украинском, 1-м Прибалтийском, 3-м Белорусском фронтах.
В начале апреля 1944 года 263-я стрелковая дивизия в составе 51-й армии вела бои за освобождение Крыма. В районе населённого пункта Тюн-Тюбе расчёт орудия, в котором наводчиком был Черепанов, уничтожил семь огневых точек противника. Когда же враг перешёл в контратаку, и орудие вышло из строя, Черепанов воспользовался стоявшей рядом трофейной пушкой. Развернув орудие, он открыл огонь по цепям вражеской пехоты, выпустил около 300 снарядов, уничтожив десятки вражеских солдат. За отвагу и мужество, проявленные в этих боях, награждён орденом Красной Звезды.
Через несколько дней на подступах в Севастополю, когда путь наступающим стрелковым подразделениям преградил сильный огонь дзота, Черепанов двумя точными выстрелами разбил вражескую огневую точку. Был награждён медалью «За отвагу».
После полного освобождения Крыма дивизия была переброшена на север. Здесь Черепанов участвовал в боях за освобождение Белоруссии, громил врага в Прибалтике и Восточной Пруссии.
16 августа 1944 года при отражении атаки танков у населённого пункта Папиле ефрейтор Черепанов выдвинул своё орудие на открытую огневую позицию и прямой наводкой подбил 4 машины, уничтожил большое количество противников. Продолжал вести огонь и когда остался один у орудия, все номера расчёта были ранены или убиты.
Приказом от 30 августа 1944 года ефрейтор Черепанов Иван Николаевич награждён орденом Славы 3-й степени.
13 октября 1944 года близ деревни Ягштеллен сержант Черепанов с расчётом обеспечивал огневую поддержку 995-го стрелкового полка. Когда враг предпринял сильную контратаку во фланг полка, Черепанов выдвинул своё орудие на прямую наводку и точным огнём уничтожил 3 пулемёта и свыше отделения пехоты противника. Своими действиями обеспечил успешное выполнение полком боевой задачи. За этот бой весь расчет был награждён орденами и медалями.
Приказом от 26 октября 1944 года сержант Черепанов Иван Николаевич награждён орденом Славы 3-й степени повторно.
5 февраля 1945 года в бою у населённого пункта Киршненен сержант Черепанов вывел из строя орудие, 4 пулемета, свыше 10 автоматчиков. В рукопашной схватке истребил несколько противников.
Приказом от 31 марта 1945 года сержант Черепанов Иван Николаевич награждён орденом Славы 2-й степени.
В апреле 1945 года в составе своего полка участвовал в штурме Кёнигсберга, в уличных боях расчёт Черепанова уничтожил два орудия, три пулемётные точки и до 50 вражеских солдат и офицеров. Войну артиллерист закончил в Данциге, на берегу Балтийского моря.
В 1945 году сержант Черепанов был демобилизован. Возвратился на родину, был избран председателем колхоза.
Указом Президиума Верховного Совета СССР от 19 августа 1955 года в порядке перенаграждения Черепанов Иван Николаевич награждён орденом Славы 1-й степени. Стал полным кавалером ордена Славы.
После выхода на пенсию продолжал работать, возглавлял бригаду пилорамщиков в совхозе «Красное Знамя». Скончался 21 января 1979 года. Похоронен в городе Великий Устюг.
Награждён орденами Отечественной войны 2-й степени, Красной Звезды, Славы 3-х степеней, медалями, в том числе «За отвагу».